# Episodi de I Robinson (sesta stagione)
La sesta stagione della serie televisiva I Robinson, composta da 26 episodi, è stata trasmessa in prima visione negli Stati Uniti sul canale NBC dal 21 settembre 1989 al 3 maggio 1990.
| nº | Titolo originale                    | Titolo italiano           | Prima TV USA      | Prima TV Italia |
| -- | ----------------------------------- | ------------------------- | ----------------- | --------------- |
| 1  | Denise: The Saga Continues          | Nuovi cuccioli            | 21 settembre 1989 |                 |
| 2  | Surf's Up                           | Fuori tutti               | 28 settembre 1989 |                 |
| 3  | I'm 'In' with the 'In' Crowd        | Alcool a catinelle        | 5 ottobre 1989    |                 |
| 4  | Denise Kendall: Navy Wife           | Paura di volare           | 12 ottobre 1989   |                 |
| 5  | Theo's Gift                         | Dalle stalle alle stelle  | 19 ottobre 1989   |                 |
| 6  | Denise Kendall: Babysitter          | Colpi di sole             | 26 ottobre 1989   |                 |
| 7  | Shall We Dance?                     | Scuola di ballo           | 2 novembre 1989   |                 |
| 8  | The Day the Spores Landed           | Papà vulcano              | 9 novembre 1989   |                 |
| 9  | Cliff's Wet Adventure               | L'uomo venuto dal freddo  | 16 novembre 1989  |                 |
| 10 | Grampy and NuNu Visit the Huxtables | Nuore, generi, suoceri    | 30 novembre 1989  |                 |
| 11 | Cliff la Dolce                      | Controllo a distanza      | 7 dicembre 1989   |                 |
| 12 | Getting to Know You                 | Piacere di conoscerti     | 14 dicembre 1989  |                 |
| 13 | Elvin Pays for Dinner               | Il gelo della gelosia     | 4 gennaio 1990    |                 |
| 14 | Cliff's Nightmare                   | La miccia salsiccia       | 11 gennaio 1990   |                 |
| 15 | Denise Kendall: Singles Counselor   | Consigli e conigli        | 18 gennaio 1990   |                 |
| 16 | The Birthday Party                  | Caccia al triciclo        | 25 gennaio 1990   |                 |
| 17 | Not Everybody Loves the Blues       | Rapsodia di blus          | 1º febbraio 1990  |                 |
| 18 | Rudy's Walk on the Wild Side        | Le pentole senza coperchi | 8 febbraio 1990   |                 |
| 19 | Mr. Sandman                         | L'asso ballerino          | 15 febbraio 1990  |                 |
| 20 | Isn't It Romantic?                  | Gli ultimi romantici      | 22 febbraio 1990  |                 |
| 21 | Theo's Dirty Laundry                | Panni sporchi             | 15 marzo 1990     |                 |
| 22 | What It's All About                 | Vacanza lampo             | 22 marzo 1990     |                 |
| 23 | Off to See the Wretched             | Fuga da Brooklyn          | 5 aprile 1990     |                 |
| 24 | The Moves                           | Il capriccio posticcio    | 19 aprile 1990    |                 |
| 25 | Live and Learn                      | Impara l'arte             | 26 aprile 1990    |                 |
| 26 | The Storyteller                     | Ricordi al cioccolato     | 3 maggio 1990     |                 |

## Nuovi cuccioli
- Titolo originale: Denise: The Saga Continues
- Diretto da: Tony Singletary
- Scritto da: John Markus, Carmen Finestra e Gary Kott

### Trama
Denise torna dall'Africa con una sorpresa, Martin, il marito tenente della marina, il quale ha una figlia, Olivia. I genitori restano di stucco, ma pian piano accettano la cosa. Clair è perplessa perché i due potranno avere una casa propria al massimo in un anno, ma intanto sono ospiti di Cliff; inoltre, Martin presto deve partire e Denise dovrà badare ad Olivia. Intanto anche Theo, che ormai è andato a vivere da solo, torna per mangiare e la casa è più affollata di prima.

## Fuori tutti
- Titolo originale: Surf's Up
- Diretto da: Tony Singletary
- Scritto da: John Markus, Carmen Finestra e Gary Kott

### Trama
Cliff compra un piccolo frigorifero da regalare a Theo che ora vive in un appartamento al Village con altri due studenti universitari. Theo, però, non sembra entusiasta del fatto che il padre sia andato a trovarlo, forse teme che cominci a raccontare le sue solite storielle ed aneddoti. Ma questa volta è diverso. I ragazzi gli offrono una birra e subito gli viene in mente una storia, ma Theo gli lancia una brutta occhiata e Cliff cambia subito discorso, ma gli amici di Theo vogliono sentire il seguito e più lui racconta e più loro si appassionano e capiscono anche il significato delle sue metafore, mentre Theo è allibito ed annoiato. La sera Cliff torna a casa e racconta tutto a Clair, ma subito dopo lo raggiunge Theo, i ragazzi sono stati mandati via dal proprietario dell'appartamento perché ispirati da una delle storie di Cliff di quando era all'università, loro hanno deciso di imitarlo facendo surf sul pavimento. La colpa ricade su Cliff ma sarà proprio lui a sistemare le cose con il proprietario; per un po' però Theo rimarrà di nuovo a casa. A cena la casa è più affollata che mai, infatti oltre a Cliff, Clair, Rudy e Vanessa ci sono anche Alvin, Sandra, Martin, Denise, Olivia, Theo ed un'amica di Vanessa.

## Alcool a catinelle
- Titolo originale: I'm 'In' with the 'In' Crowd
- Diretto da: Tony Singletary
- Scritto da: John Markus, Carmen Finestra e Gary Kott

### Trama
Denise è entusiasta dei progressi che Olivia fa nella lettura. Intanto Vanessa si incontra con le sue amiche a casa di una di loro. Le ragazze, dopo aver visto tutti i video possibili, si annoiano e decidono di fare il gioco dell'alfabeto, chi sbaglia beve un cicchetto. Si ubriacano tutte fino a star male e Vanessa ubriaca anche lei chiede aiuto a Denise per tornare a casa. Tornate a casa, Clair e Cliff sono ancora nel soggiorno, così fanno il giro dal giardino, ma Cliff sta per andare in cucina e le ragazze si nascondono raggiungendo il soggiorno e alle spalle di Clair riescono a sgattaiolare al piano di sopra. Rudy sente dei rumori e le scopre, Clair intanto viene avvisata dalla madre dell'amica, di tutta la situazione e con Cliff va a parlare con Vanessa, e viste le condizioni in cui si trova non la punisce. Il giorno dopo, Cliff incontra Theo in cucina, che ogni tanto torna per mangiare e fare la doccia, e la cosa lo sorprende. Più tardi Vanessa torna da scuola con ancora i postumi della sbornia, Cliff, Clair e Rudy fanno il gioco dell'alfabeto davanti agli occhi increduli di Vanessa che non crede che i genitori facciano ubriacare Rudy. Giunto il suo turno, Cliff costringe anche Vanessa a bere, ma con sorpresa scopre che quello è solo the.

## Paura di volare
- Titolo originale: Denise Kendall: Navy Wife
- Diretto da: Tony Singletary
- Scritto da: Ed. Weinberger e Michael Leeson

### Trama
Denise confessa alla madre che si è dimenticata di confermare l'assegnazione dell'appartamento alla base della marina militare di Rhode Island, e non ha il coraggio di confessarlo a Martin. Arrivato il momento di partire, nonostante le raccomandazioni di Clair, Denise non dice nulla e i due partono. Arrivati alla base la verità viene a galla e Martin non la prende bene. Intanto Olivia è rimasta a casa a far compagnia a Cliff. Tornati a casa Martin dice a Cliff che è colpa sua e si scusa per l'ulteriore permanenza dai Robinson fino alla prossima assegnazione. Clair dice a Denise che probabilmente la dimenticanza è frutto della sua paura di lasciare casa Robinson.

## Dalle stalle alle stelle
- Titolo originale: Theo's Gift
- Diretto da: Jay Sandrich
- Scritto da: Mark St. Germain

### Trama
Theo riporta un ennesimo 6 al compito di mitologia nonostante avesse studiato tutta la sera con Justine, così Cliff e Clair decidono di andare a parlare con la psicologa e scoprono che Theo ha problemi di dislessia.

## Colpi di sole
- Titolo originale: Denise Kendall: Babysitter
- Diretto da: Tony Singletary
- Scritto da: John Markus, Carmen Finestra e Gary Kott

### Trama
I Robinson hanno notato che Theo continua a fare visita ai genitori per mangiare a sbafo e dopo cena scoprono che si autoinvita anche da Sandra tutti gli fanno capire che la cosa non è carina. Poi Sandra racconta della fatica che fa a stare dietro ai gemelli e quando arriva Denise, quest'ultima sostiene che non ci vuole niente e Sandra la invita a fare loro da baby sitter, così lei ed Alvin possono andare al cinema. Il giorno dopo Denise va a casa di Sandra con Olivia e avute tutte le raccomandazioni si prende cura dei bimbi. Subito sembra facile, ma poi i bimbi iniziano a combinare disastri e Denise non si ferma un istante. I continui black out non le sono di aiuto, ma alla fine, grazie al contributo di Olivia tutto va bene, anche se al rientro di Sandra ed Alvin la situazione sia alquanto critica. Alla fine, sempre a causa del black out, tutti dovranno dormire a casa Robinson.

## Scuola di ballo
- Titolo originale: Shall We Dance?
- Diretto da: Jay Sandrich
- Scritto da: John Markus, Carmen Finestra e Gary Kott

### Trama
Rudy ha una cotta per Clarence, un compagno di classe, ma a causa dei compagni i due si ignorano e litigano. La maestra li sorprende in un brutto litigio e per punizione li costringe a ballare insieme alla festa organizzata per concludere il ciclo di lezioni sulle buone maniere.

## Papà vulcano
- Titolo originale: The Day the Spores Landed
- Diretto da: Neema Barnette
- Scritto da: John Markus, Carmen Finestra e Gary Kott

### Trama
Cliff sogna che l'eruzione di un vulcano del Perù fa rimanere incinti gli uomini. Questo accade anche a lui, che a causa della gravidanza si comporta come una donna rimprovera la moglie per il disordine e si lamenta per le contrazioni. L'evento ha colpito anche Alvin, Martin e Theo. I quattro, per distrarsi dalla situazione, accendono la TV ed anche i giocatori di basket giocano con il pancione. Il padre di Cliff, a cui non è successo perché si trovava in una zona non raggiunta dalle spore del vulcano, è incredulo, pensava di avere visto tutto della vita. Mentre gli uomini cercano di farsi forza, le mogli si mostrano divertite per la situazione. È arrivato il momento, è panico. Vanno tutti in ospedale dove anche i medici sono gravidi. Incontrano un loro vicino che ha appena partorito e gli racconta della sofferenza creando ancora più agitazione. Alla fine partoriscono, Martin un veliero, Theo un'automobilina e Cliff un sandwich lungo più di un metro ed una bottiglia da un litro e mezzo di aranciata. Quando Cliff si sveglia, si guarda attorno e ringrazia Clair e tutte le donne.

## L'uomo venuto dal freddo
- Titolo originale: Cliff's Wet Adventure
- Diretto da: Jay Sandrich
- Scritto da: John Markus e Carmen Finestra

### Trama
È il giorno del ringraziamento. In casa Robinson tutti sono impegnati nei preparativi. Clair cucina la cena e Cliff ha il compito di fare la spesa, ma incontra delle difficoltà, fuori c'è una tempesta ed i negozi sono quasi tutti chiusi. Quando Cliff ritorna fradicio ha dimenticato la zucca in scatola, le uova e la noce moscata ed esce di nuovo. Intanto Denise invita anche Paula, la madre di Olivia, suscitando in tutti perplessità. Cliff ritorna, ma mancano le uova, e visto che la madre di Alvin chiede i pomodori Cliff esce di nuovo. Arriva Paula che racconta a Denise la sua storia. Cliff torna, ma il sacchetto è bagnato e le uova cadono a terra ed esce a ricomprarle, ma quando torna tutto è già pronto per la cena perché Clair ha già chiesto le uova ai vicini di casa, poco dopo smette di piovere.

## Nuore, generi, suoceri
- Titolo originale: Grampy and NuNu Visit the Huxtables
- Diretto da: Tony Singletary
- Scritto da: John Markus e Gary Kott

### Trama
I genitori di Martin sono ospiti in casa Robinson. Clair si accorge che c'è freddezza tra Denise e la suocera e, dopo aver parlato con Denise che non si sente accettata, decide di fare una chiacchierata con la madre di Martin. Le due consuocere, però fanno amicizia ed è chiaro che è tutto un equivoco. Intanto Cliff parla con il padre di Martin e i due scoprono di condividere la passione per il Jazz. Alla fine l'equivoco viene chiarito ed i quattro consuoceri si riuniscono per ballare a ritmo di jazz.

## Controllo a distanza
- Titolo originale: Cliff la Dolce
- Diretto da: Jay Sandrich
- Scritto da: Carmen Finestra e Gary Kott

### Trama
Denise e Martin partono per i Caraibi, Clair parte per lavoro e Cliff deve occuparsi delle figlie. Clair prima di partire scopre che Vanessa ha intenzione di approfittare della sua assenza per andare ad una festa, ma Clair non le dà il permesso. Cliff aiuta Rudy a fare una ricerca di storia e quando Rudy gli chiede aiuto perché ha qualche problema con i compagni di classe, lui le dà un pessimo consiglio e le cose peggiorano. Cliff va a parlare con la maestra che gli dice che si è accorta che lui le ha fatto la ricerca. Theo, intanto, porta Olivia al caffè e dato che alla gente piace sentirla cantare usa uno stratagemma per avere i numeri delle ragazze, decide di chiedere i numeri di telefono di tutti con la scusa di avvisarli dove poter rivedere Olivia. Vanessa trova un trucco per andare alla festa, dice a Cliff che ha paura di andare ad una festa senza alcolici e droghe perché i compagni l'avrebbero presa in giro, così è proprio Cliff ad insistere di andare. Clair telefona per avere notizie ma quando Cliff le parla della festa di Vanessa, lei gli spiega che si è fatto imbrogliare dalla figlia.

## Piacere di conoscerti
- Titolo originale: Getting to Know You
- Diretto da: Tony Singletary
- Scritto da: John Markus, Carmen Finestra e Gary Kott

### Trama
Martin, Cliff e Theo si incontrano al caffè e simpatizzano con due ragazze che invitano Theo ad una festa. Alvin va a distribuire i regali ai bambini dell'ospedale vestito da elfo, anche se non si sente a proprio agio. Cliff e Martin trascorrono del tempo insieme e diventano sempre più amici, così Martin decide di ripetere a casa la "cerimonia di matrimonio" che Cliff si è perso per fargli portare la figlia all'altare. Alvin torna a casa entusiasta di essere stato più popolare di Babbo Natale.

## Il gelo della gelosia
- Titolo originale: Elvin Pays for Dinner
- Diretto da: Jay Sandrich
- Scritto da: John Markus e Gary Kott

### Trama
Vanessa, Rudy e Theo vanno a trovare Sandra ed Alvin, i quali devono andare a cena con due amiche di Alvin che lui non vede da tempo. Sandra preferisce restare a casa per scrivere la presentazione per la domanda di ammissione all'università e manda Alvin da solo. Le ragazze rimangono con lei per badare ai bimbi ma mettono in dubbio la scelta di Sandra. Olivia è a casa con Cliff ed insiste perché lui le misuri l'altezza, quando Cliff nota che ha un centimetro in più rispetto al giorno prima, corre ad avvisare gli altri ma era uno scherzo di Clair e Denise che le hanno messo i tovaglioli nelle scarpe. Alvin porta le sue amiche a casa e Sandra si arrabbia sia per il ritardo e sia perché lui ha pagato loro la cena ma grazie all'intervento di Cliff e Clair tutto si sistema.

## La miccia salsiccia
- Titolo originale: Cliff's Nightmare
- Diretto da: Tony Singletary
- Sceneggiato da: John Markus (sceneggiatura), Carmen Finestra (sceneggiatura) e Gary Kott (sceneggiatura), Bill Prady (storia) e Jim Lewis (storia)

### Trama
Cliff rientra dal lavoro alle 3 di notte e si prepara un sandwich con la salsiccia. Clair lo avvisa dei possibili incubi come al solito, ma Cliff non le dà retta. Infatti sogna di alzarsi e vede in camera Vanessa che suona con un Jazz Band, poi si avvia verso la cucina per bere e si trova indietro di 200 anni all'epoca della scoperta della penicillina. Arrivato in cucina si ritrova vestito da capitano della marina e Theo è un suo superiore. Intanto dal piano di sopra si sentono le urla di Clair, e Cliff torna sopra e fuori dalla porta della camera ci sono 2 pompieri che lo bloccano, ma arriva Denise vestita da pompiere che lo lascia passare. Clair è appesa fuori dalla finestra e lo incolpa di ciò, così va a cercare una scala ed in soggiorno incontra Gonzo (uno dei personaggi dei Muppet che fanno una apparizione speciale in questo episodio) ed un sandwich animato che gli ordinano di andare in ospedale per un parto, lui rifiuta, ma dei mostri lo portano in ospedale. All'ospedale è pieno di mostri. L'infermiera alla reception è Rudy, che lo critica per non aver salvato Clair. I mostri lo portano in sala operatoria dove deve far nascere un mostro davanti alla platea, lui non vuole, ma lo legano ad un tavolo. Si sveglia nel letto, ma in realtà sta ancora sognando, e quando va in cucina ci sono i figli che gli fanno battute ironiche sui suoi incubi e sul frigo vuoto, dicendogli di non mangiare di notte. Rimasto solo, Cliff apre il frigo e del Cibo parlante si anima prendendolo in giro per la sua mangiata notturna e chiamandolo "l'uomo delle salsicce".
dopo capisce che deve ascoltare anche se era già adulto.

## Consigli e conigli
- Titolo originale: Denise Kendall: Singles Counselor
- Diretto da: Tony Singletary
- Scritto da: John Markus e Carmen Finestra

### Trama
Vanessa è al caffè con Denise, vicino al loro tavolo si siede un ragazzo che piace a Vanessa, ma lei non lo conosce; così chiede consiglio a Denise su come andare da lui e parlargli. Denise le consiglia qualche frase, così Vanessa ci fa amicizia e scopre che il ragazzo si chiama Elliot. Denise ritorna a casa dicendo di aver capito cosa farà nella vita: la consulente. Intanto Vanessa ed Elliot stanno passeggiando, ma, incontrano la fidanzata di Elliot. Quando Vanessa ritorna a casa, incolpa Denise perché ha fatto una brutta figura con Elliot. Dopo qualche minuto, Elliot si presenta in casa Robinson per scusarsi con Vanessa, promettendole che avrebbe lasciato la sua fidanzata, intanto la invita al cinema. La sera, quando Elliot va a prendere Vanessa, c'è anche la sua fidanzata, che lo ha accompagnato a prendere Vanessa. Così Vanessa scopre che Elliot non è il ragazzo che vorrebbe come fidanzato, così scappa in camera sua, lasciando che Denise risolva tutto. Alla fine Elliot ritorna insieme alla sua fidanzata, e Denise decide che non vuole più fare la consulente.

## Caccia al triciclo
- Titolo originale: The Birthday Party
- Diretto da: Tony Singletary
- Scritto da: John Markus, Carmen Finestra e Gary Kott

### Trama
È il compleanno di Olivia e lei come regalo desidera un triciclo e chiede a Cliff se sa dove è nascosto. Denise prepara i dolci per la festa con ingredienti sani e naturali, ma i genitori non credono che possano piacere ai piccoli ospiti. Così lei lancia una sfida e chiede loro di comprare una torta golosa per vedere se piacerà di più. I bambini sono scatenati e Cliff cerca di calmarli in attesa che Martin arrivi con il video preferito di Olivia. I bambini restano soli a guardare il video, ma si rendono conto di averlo già visto e Olivia propone a tutti di cercare il triciclo per tutta la casa, ma al posto del triciclo trovano la torta al cioccolato e la mangiano, e nonostante ciò divorano anche i dolci di Denise. Theo ha finito di verniciare il vecchio triciclo di Vanessa e Rudy e nel frattempo i bambini si addormentano. Alla fine danno il regalo ad Olivia, che rimane delusa nel vedere quel triciclo perché è un modello vecchio, ma alla fine la famiglia riesce a convincerla.

## Rapsodia di blus
- Titolo originale: Not Everybody Loves the Blues
- Diretto da: Chuck Vinson
- Scritto da: Mark St. Germain

### Trama
Theo ed Alvin trascorrono una serata divertente insieme, in un locale, assistono ad un concerto di un famoso cantante di Blues (interpretato da B.B. King). Theo il giorno dopo va dai genitori ed entusiasta gli porta il suo disco, ma in casa trova il cantante in carne ed ossa perché è amico del padre di Cliff. Su richiesta della famiglia accetta di cantare per loro, ma Vanessa è triste e non vuole sentirlo, sostenendo che il blues la renderebbe ancora più malinconica; ma quando tutta la famiglia va ad assistere al concerto, Vanessa è quella che applaude in modo più animato.

## Le pentole senza coperchi
- Titolo originale: Rudy's Walk on the Wild Side
- Diretto da: Jay Sandrich
- Scritto da: Erich Van Lowe e Lore Kimbrough

### Trama
Vanessa chiede a Cliff i soldi per un CD, ma lui non è d'accordo e per farle capire che pretende troppi soldi le racconta la storia dei minatori del 1919. Anche Rudy ha bisogno di soldi per una felpa luminosa e Kenny la convince a vendergli il poster con l'autografo di Magic Johnson regalatole dal padre. Kenny, però non può darle subito i soldi, così Rudy va a chiederli a Clair, ma la trova già arrabbiata con Vanessa che chiede indipendenza economica, così Rudy ruba dei soldi dalla cucina e quando arriva il vestito dalla lavanderia notano l'ammanco di 2,30$ e mentre Clair impazzisce nella ricerca. Rudy, per rimediare li chiede a Theo, ma Cliff scopre tutto perché Theo parla ad alta voce e Rudy è costretta a spiegare tutto ai genitori. Alla fine Clair fa capire a Rudy che non ne valeva la pena e Cliff si fa restituire il poster da Kenny.

## L'asso ballerino
- Titolo originale: Mr. Sandman
- Diretto da: Tony Singletary
- Scritto da: John Markus, Carmen Finestra e Gary Kott

### Trama
La maestra di Rudy telefona ai Robinson per avvisarli che lei non si impegna nell'incarico che le ha assegnato e che prevede che balli il tip tap. Così, nonostante Rudy non lo apprezzi, le fanno prendere lezioni aggiuntive di ballo. Cliff, accompagnando la figlia alle lezioni, conosce l'insegnante e i due si sfidano a vicenda in passi di tip tap. Terminate le lezioni Rudy è diventata bravissima.

## Gli ultimi romantici
- Titolo originale: Isn't It Romantic?
- Diretto da: Tony Singletary
- Scritto da: John Markus, Carmen Finestra e Gary Kott

### Trama
Theo è felice per come va la sua relazione con Justine e fa notare a Cliff ed Alvin e Martin che il matrimonio è la tomba dell'amore e gli fa notare che da quando loro si sono sposati non sono più romantici. Così i tre mariti cominciano a raccontarsi i loro momenti romantici per negare le parole i Theo. Ad un certo punto, Alvin e Martin rinfacciano a Cliff il fatto che lui è meno romantico perché è troppo facile spendere tanti soldi, così Cliff lancia una sfida. Ognuno dei tre deve comprare un regalo romantico con al massimo 25 $ ed in base alla reazione delle mogli stabiliranno chi ha fatto il regalo più romantico e sarà nominato imperatore del romanticismo. Tutto avviene durante un ricevimento in casa Robinson, e durante i preparativi Olivia spiffera tutto alle mogli, le quali non accettano di essere oggetto di scommessa e decidono di alterare la loro reazione davanti ai regali.
Il primo regalo è quello di Alvin, è una perla; Sandra ha sempre desiderato una collana di perle, e lui dato che non può permettersela le regala una perla per ogni anno che trascorreranno insieme. Sandra si commuove sotto gli occhi di rimprovero di Denise e Clair. Il regalo di Martin è il fazzoletto con cui si è tolto il rossetto dal primo bacio con Denise e il fiore che lei aveva tra i capelli durante il matrimonio e infine una capsula che conterrà quegli oggetti e che sarà seppellita in quella che diventerà la loro casa per poi essere aperta solo dopo 50 anni. Anche Denise si commuove e Clair non crede ai suoi occhi. Tocca a Cliff, il quale fa uno scherzetto a Clair, ma alla fine la fa commuovere con un braccialetto che lei desiderava da ragazza.

## Panni sporchi
- Titolo originale: Theo's Dirty Laundry
- Diretto da: Jay Sandrich
- Scritto da: John Markus, Carmen Finestra e Gary Kott

### Trama
Denise è al caffè con Olivia e la madre Paula. Arriva Theo ed insieme parlano degli studi pedagogici di Paula e dei problemi di dislessia di Theo, e Denise decide che vuole fare l'insegnante per bambini con difficoltà. Intanto Cliff insegna a Rudy come fare il bucato e trova nella lavatrice indumenti femminili mescolati a quelli di Theo; così scopre che Theo vive da Justine e che i soldi che risparmia dall'affitto (che gli dà Cliff) li mette in banca. I genitori di entrambi non approvano e i due ragazzi decidono di ritornare a casa dei rispettivi genitori, ma quando Theo torna a casa Robinson Cliff lo manda via fino a quando non chiederà scusa per le parole usate contro Clair.

## Vacanza lampo
- Titolo originale: What It's All About
- Diretto da: Jay Sandrich
- Scritto da: John Markus e Carmen Finestra

### Trama
Clair torna stanca dal lavoro, ha un processo importante ed impegnativo e non dorme da due notti. Vorrebbe riposarsi almeno 30 minuti, ma ogni figlio ha una richiesta da farle, compresa Sandra che vive in un'altra casa e le chiede di fare da baby sitter ai gemelli. A causa di queste pressioni, lei si altera e Cliff le propone un soggiorno di relax in un rifugio sul lago. Clair arriva al rifugio, ma il soggiorno è tutt'altro che rilassante, c'è un vetro rotto ed il riscaldamento è guasto, così lei è al freddo. Quando Cliff le telefona lei è infuriata e vuole tornare a casa, ma deve aspettare che ci sia il treno, ma lei convince il gestore ad aiutarla a raggiungere l'autobus. Tornata a casa è di nuovo la Clair di sempre disponibile con tutti.

## Fuga da Brooklyn
- Titolo originale: Off to See the Wretched
- Diretto da: Malcom-Jamal Warner e Carl Lauten
- Scritto da: Ehrich Van Lowe

### Trama
Vanessa ottiene il permesso di andare ad un concerto ma "tralascia" il dettaglio sul luogo dove esso si terrà. Lascia Brooklyn con le sue amiche ma durante il viaggio parecchie disavventure permetteranno a Claire di intuire che la figlia invece di essere andata a dormire, dopo il concerto, da Susan, una sua amica, si è recata a Baltimora nel Maryland. Alla fine una volta tornati a casa Vanessa subisce le conseguenze dell'angoscia e dell'ira provocate ai genitori.

## Il capriccio posticcio
- Titolo originale: The Moves
- Diretto da: Tony Singletary
- Scritto da: Mark St. Germain

### Trama
Clair ha un processo importante, deve impedire che il proprietario di un terreno demolisca un parco giochi per costruire un edificio. Clair sostiene che il parco spetti ai bambini perché è già stato usato per 20 anni. Intanto l'amico di Cliff (Jeffrey) ha appena divorziato e si sente rinato; ora si è comprato un parrucchino, un vestito appariscente e ha deciso di comprarsi una costosa auto sportiva. Clair cerca un accordo con la legale avversaria ed in attesa dell'architetto per trovare una soluzione, prima si vantano delle loro cene di lusso poi ordinano una pizza, ma non concordano sugli ingredienti che deve avere. Cliff e l'amico tornano dall'autosalone con una bella auto che piace anche a Theo, che propone di guidarla una volta al mese in cambio del lavaggio, Jeffrey rifiuta, ma poi vanno insieme a comprare l'aragosta per il pranzo. Più tardi Clair torna a casa con la collega per discutere ancora dell'edificio. A Jeffrey piace e Cliff decide di aiutarlo a conquistarla, così nomina il suo libro e quando lei scopre che lui è uno dei suoi scrittori preferiti ne è entusiasta. Lui però si sente a disagio perché non è stato onesto con lei e si è presentato artificiale con quel parrucchino e scappa via mostrandosi pelato sotto gli occhi stupiti della donna. Alla fine Jeffrey decide di tornare al naturale con i soliti vestiti normali, senza il parrucchino e con un'auto qualunque.

## Impara l'arte
- Titolo originale: Live and Learn
- Diretto da: Tony Singletary
- Scritto da: Mark St. Germain

### Trama
Denise è alle prese con l'iscrizione all'università, ma è furiosa perché non le riconoscono i voti dell'anno frequentato all'Hillman. Poi quando va a prendere Olivia all'asilo vede dei nuovi metodi alternativi di insegnamento e decide di non andare all'università perché può benissimo insegnare con questi metodi. Denise è decisa, e prova a chiedere all'insegnante se può fare l'apprendista con lui, ma l'insegnante le dice che ci vuole prima la laurea e dato che lei non ne vuole sapere, l'amica le fa una dimostrazione recitando la parte dell'allieva capricciosa e Denise si convince che prima deve laurearsi per avere le competenze tecniche e poi dedicarsi all'insegnamento con il metodo che preferisce, così alla fine si iscrive, nonostante debba ricominciare dal primo anno.

## Ricordi al cioccolato
- Titolo originale: The Storyteller
- Diretto da: Tony Singletary
- Scritto da: Mark St. Germain

### Trama
Arriva la prozia dalla Virginia per festeggiare il suo compleanno, compie 96 anni; Olivia è stata invitata da un'amica ad andare allo zoo proprio quel weekend ed è dispiaciuta perché non potrà andarci. Una volta arrivata la prozia racconta alcune storie di quando era piccolo Cliff divertendo tutta la famiglia. Olivia non avendo il permesso di andare allo zoo fa i capricci e per non andare in chiesa dice che sta male e si ribella; Denise riesce ad anticiparla, così Olivia va a parlare con la prozia e le racconta tutto, ma la prozia le spiega che non importa se non va in chiesa per una volta, ma Olivia dopo aver giocato e cantato con la prozia, cambia idea e decide di andare in chiesa. Il pranzo domenicale è dedicato alla prozia, per la quale hanno preparato una torta al cioccolato.